# Horsfieldia polyspherula
Espèce
Synonymes
- Horsfieldia polyspherula var. tenuifolia J.Sinclair[1]

Horsfieldia polyspherula est une espèce de plantes de la famille des Myristicaceae.

## Liste des variétés
Selon Catalogue of Life (10 avril 2019) :
- variété Horsfieldia polyspherula var. maxima
- variété Horsfieldia polyspherula var. sumatrana

## Publication originale
- Gardens' Bulletin, Singapore 16: 422. 1958.